# 大牌點
大牌點（英文：High Cards Point，簡稱HCP），是橋牌中一個衡量手牌價值的方法。

## 歷史
大牌點由查理斯·戈倫發明，規定A價值4點，K價值3點，Q價值2點，J價值1點，這個計點法被稱為4-3-2-1計點法，後來曾出現多種變體，例如3-2-1-0.5、5-4-2-1和2-1-0.5等計點法。但經過許多專家深入分析，最終認為4-3-2-1計點法仍是最合理的計點法。

## 調整
通常1個A要比2個Q或4個J的贏墩能力要高；2個K的贏墩能力比3個Q也要高。因此可以進行以下調整：
- 持有單張K、Q、J以及雙張Qx與Jx，而同伴未表示該門為長門時，由於有被敵方的大牌擊落的可能，因此應減去1點。
- 有較多的A時，由於K、Q等的贏墩潛力會增高，故叫牌時可較進取或增加1點。
- 沒有A時，K、Q等的贏墩潛力會降低，故叫牌應較為保守或減去1點。